# Heilandskerk (Leipzig)
De Heilandskerk (Duits: Heilandskirche) is een protestants kerkgebouw in Plagwitz, een stadsdeel van Leipzig.

## Geschiedenis
De kerk werd in de jaren 1886 tot 1888 naar een ontwerp van Johannes Otzen gebouwd. De bouw van een eigen kerk voor de gemeente werd noodzakelijk nadat het destijds nog zelfstandige dorp als gevolg van industrialisatie een sterke groei had laten zien en zich sinds 1885 van de kerkelijke gemeente van Kleinzschocher had afgescheiden. De wijding van de kerk vond op 26 augustus 1888 plaats. De kerk draagt de naam Heilandskerk pas vanaf 1916, daarvoor werd het godshuis simpelweg Kirche Plagwitz genoemd. In de Tweede Wereldoorlog werd de kerk zo zeer beschadigd, dat het gebouw voor langere periode niet meer gebruikt kon worden.

## Beschrijving
De Heilandskerk is een zaalkerk en werd in de historiserende stijl van de baksteengotiek gebouwd. De markante toren is na de toren van de Petruskerk met 86 meter de op een na hoogste kerktoren van Leipzig. Van 1980 tot 1983 vond een grote verbouwing in de kerk plaats, toen ter hoogte van de galerijen een tussenvloer werd gelegd. De bovenruimte is tegenwoordig het eigenlijke kerkgebouw en biedt plaats voor circa 300 gelovigen, in de ruimten beneden bevindt zich onder andere het kerkelijk archief, waar delen van afgebroken kerken uit Leipzig en omgeving worden geborgen.

## Orgels
De kerk bezit twee orgels. Hieronder bevindt zich een orgel uit het jaar 1888 van de orgelbouwer Wilhelm Sauer uit Frankfurt (Oder). De dispositie van het orgel werd in 1948 aanmerkelijk veranderd door de firma Jehmlich uit Dresden.

## Kerkelijk leven
Na die Wende liet het inwoneraantal in de woonomgeving van de Heilandskerk in Plagwitz en de Fillipuskerk in Lindenau een forse daling zien. Dit had ook gevolgen voor de beide kerken, die zich in 1999 gedwongen zagen te fuseren. In eerste instantie werden in beide kerken de diensten afwisselend gevierd, maar het aantal leden daalde verder en de hoge exploitatiekosten van de gebouwen drukten zwaar. Daarom werd er uiteindelijk besloten om het kerkelijk leven in één gebouw te concentreren. Er werd gekozen voor de Heilandskerk en sindsdien wordt de Fillipuskerk slechts in bijzondere gevallen gebruikt. Tegenwoordig kent de gemeente weer een bloeiend kerkelijk leven.